# Rébellion architecturale
La Rébellion architecturale ou la Révolte de l'architecture ou encore le Soulèvement architectural est une organisation fondée en Suède sous le nom Arkitekturupproret et connu internationalement sous le nom d'Architectural Uprising, est un mouvement de protestation contre l'architecture contemporaine qu'il estime enlaidir des villes lorsqu'elle tranche avec l'architecture traditionnelle.
Le mouvement a commencé en 2014 sous la forme d'un groupe Facebook. L'association est fondée en 2016. Une branche norvégienne est créée en 2016, et d'autres branches sont créées en Finlande, Allemagne, en Pologne, aux Pays-Bas, etc.
Les branches norvégiennes, suédoises et finlandaises demandent annuellement au public de voter pour le bâtiment le plus laid du pays. En Norvège, le musée Munch et le musée national de l'Art, de l'Architecture et du Design ont été choisi en 2021 et 2022.